# 98. Infanterie-Division (Wehrmacht)
La 98. Infanterie-Division fu una divisione dell'esercito tedesco attiva durante la seconda guerra mondiale, che venne creata nel 1939 e fu impiegata nella campagna di Francia e sul fronte orientale, dove fu sciolta nel maggio 1944. Venne ricostituita nel giugno dello stesso anno in Croazia e schierata in nord Italia, dove capitolò agli alleati alla fine della guerra.

## Storia

### Formazione e campagna di Francia
La divisione fu costituita il 18 settembre 1939, nell'area di addestramento militare di Grafenwöhr ed era inizialmente dotata di equipaggiamento ceco. Dopo che la formazione fu completata, venne schierata nella zona tra la Saar ed il Palatinato, lungo il confine con la Francia. Dopo l'inizio della campagna di Francia, nel maggio 1940, avanzò dalla zona di Spira attraverso Saint Quentin, il canale dell'Oise fino alla Marna, che attraversò a La Ferté, a sud di Jouarre; marciò poi attraverso la Senna a Fontaine le Port, la Loira a Sully e lo Cher, fino all'Indre. Dopo la campagna fu messa in congedo dall'agosto 1940 al febbraio 1941, quando servì come forza di occupazione in Francia.

### Fronte orientale
Dal 22 giugno 1941 prese parte all'operazione Barbarossa, da Zamość avanzò attraverso Luck, Žitomir e Korosten' fino al Dnepr; successivamente combatté nella zona di Černigov e sul Desna, per poi avanzare attraverso l'Ugra fino nella zona di Mosca e dopo aver sfondato la posizione difensiva vicino a Malojaroslavets, avanzò attraverso il Protva fino al Nara, a sud-ovest di Mosca, dove venne fermata dall'offensiva invernale sovietica. Da novembre a dicembre ci furono battaglie difensive tra il Nara ed il Protva, nonché nella zona di Malojarislavets e Medyn' e da gennaio ad aprile 1942, combatté in pesanti battaglie difensive vicino a Juchnov e l'Ugra. Dall'agosto 1942 al febbraio 1943 combatté sul Vorya tra Tëmkino e Gžatsk e a marzo si trasferì sulla linea di Spass, per poi essere ritirata dal fronte e utilizzata per combattere i partigiani tra Bryansk e Roslavl da aprile a maggio 1943. A giugno, venne spostata tramite ferrovia a Feodosia, in Crimea e da qui avanzò fino alla testa di ponte di Kuban; seguirono costose battaglie difensive e la testa di ponte di Kuban fu finalmente evacuata nell'ottobre 1943. Dal novembre 1943 all'aprile 1944, combatté in pesanti battaglie difensive nella penisola di Kerč' e da aprile in poi si ritirò a Sebastopoli, dove fu distrutta il 10 maggio 1944.

### Ricostituzione
La divisione fu riorganizzata il 5 giugno 1944 vicino a Zagabria, in Croazia dai resti della 98. Infanterie-Division e dal personale della 387. Infanterie-Division. Nel luglio 1944, fu schierata in Italia e assunse il controllo della difesa costiera vicino a Ravenna e tra agosto e settembre 1944 fu utilizzata nei combattimenti per Rímini; poi si ritirò combattendo attraverso l'Appennino fino al Senio, presso Lugo. Ad aprile la divisione si ritirò attraverso il Po, Istrana e Belluno fino alle Prealpi, dove capitolò alla fine della guerra nella zona di Pieve di Cadore.

## Ordine di battaglia

### 98. Infanterie-Division 1939
- Infanterie-Regiment 282
- Infanterie-Regiment 289
- Infanterie-Regiment 290
- Artillerie-Regiment 198
- Pionier-Bataillon 198
- Panzerabwehr-Abteilung 198
- Infanterie-Divisions-Nachrichten-Abteilung 198
- Infanterie-Divisions-Nachschubführer 198[1]

### 98. Infanterie-Division 1944
- Grenadier-Regiment 117
- Grenadier-Regiment 289
- Grenadier-Regiment 290
- Artillerie-Regiment 198
- Feldersatz-Bataillon 198
- Füsilier-Bataillon 98
- Pionier-Bataillon 198
- Panzerabwehr-Abteilung 198
- Infanterie-Divisions-Nachrichten-Abteilung 198
- Infanterie-Divisions-Nachschubführer 198[1]

## Decorazioni
Alcuni soldati della 98. Infanterie-division furono premiati per le loro azioni in guerra:
- Croce Tedesca
  - in oro: 50
  - in argento: 1
- Croce di Cavaliere della croce di ferro: 42[4]
  - Croce di Cavaliere con foglie di quercia: 2
  - Croce di Cavaliere con foglie di quercia e spade: 1
- Distintivo per combattimenti ravvicinati:
  - in bronzo: 7
  - in argento: 1
  - in oro: 1

## Comandanti
- Generalleutnant Erich Schröck (1° settembre 1939 - 11 aprile 1940)
- Generalleutnant Herbert Stimmel (11 aprile 1940 - 10 giugno 1940)
- Generalleutnant Erich Schröck (10 giugno 1940 - 31 dicembre 1941)
- General der Infanterie Martin Gareis (31 dicembre 1941 - 1° febbraio 1944)
- Generalleutnant Alfred-Hermann Reinhardt (1° febbraio 1944 - 11 aprile 1945)
- Generalmajor Otto Schiel (11 aprile 1945 - 8 maggio 1945)[1]